# Универзитет Јужне Калифорније
Универзитет Јужне Калифорније (енгл. University of Southern California), познат и по свом акрониму Ју-Ес-Си (енгл. USC), је приватни универзитет у Лос Анђелесу. Основан 1880. године, најстарији је приватни универзитет у Калифорнији.  Броји око 21.000 предпломских и 28.500 постдипломских студената из свих педесет америчких држава и више од 115 других земаља. Развио је више технологија, као што су систем имена домена, интернет телефонија, ДНК рачунар и динамичко програмирање.

## Галерија
- Библиотека
- Аудиторијум
- Правни факултет
- Машински факултет